# Reginópolis (ort)
Reginópolis är en ort i Brasilien.   Den ligger i kommunen Reginópolis och delstaten São Paulo, i den södra delen av landet, 700 km söder om huvudstaden Brasília. Reginópolis ligger 418 meter över havet och antalet invånare är 7 325.
Terrängen runt Reginópolis är huvudsakligen platt. Reginópolis ligger nere i en dal. Runt Reginópolis är det glesbefolkat, med 13 invånare per kvadratkilometer.. Reginópolis är det största samhället i trakten.
Omgivningarna runt Reginópolis är huvudsakligen savann.